# M-84
M-84(セルビア語: М-84；クロアチア語: M-84)は、ユーゴスラビアで1980年代に開発された第三世代主力戦車である。ソ連で開発されたT-72Mが元となっている。

## 概要
ユーゴスラビアは1977年にT-72のライセンス生産を決定し、1979年にソ連と契約を行った。約2年をかけて自国環境にあわせた改設計を行っており、外見上は、砲塔上部の筒状の環境センサーや砲塔前面の発煙弾発射機が追加されたことが特徴である。なお、量産前に旧ソ連から50両のT-72が輸入され、乗員の訓練に使われている。
M-84はユーゴスラビア人民軍に採用され、最初の量産車が完成した1984年から1991年のユーゴ解体までに500両ほどが完成したとみられている。生産はユーゴスラビアを構成する各共和国の工場で分散して行われていた。1988年には改良型のT-84Aの生産が開始された。
ユーゴスラビア紛争などでは、分裂した各共和国に使用された。現在は、クロアチア、スロヴェニア、セルビア、ボスニア・ヘルツェゴヴィナのスルプスカ共和国で使用されている。また、一部の国ではM-84の近代化改修や発展型の開発が行われている。
この他、中東方面へも輸出された。湾岸戦争においては戦前に発注されていた発展型のM-84ABがサウジアラビアに逃れたクウェート軍に配備された。湾岸戦争前にも一部が到着済みであったが、進攻したイラク軍により破壊された。新たに供給されたM-84ABは、本国奪還のためイラク軍と戦った。リビアとシリアにも輸出される予定であったが、実現しなかった。

## 派生型
M-84
基本型。ソ連で開発されたT-72の輸出型T-72Mをもとにした発展型。
M-84A
発展型。
M-84A1
射撃管制装置の強化。エンジンを1,000馬力に強化。
M-84AB
コンピューター制御式のSUV-M-84射撃管制装置を搭載する発展型。DNNS-2昼夜間ガンサイト、新型の各種ペリスコープ、新型の通信装置、ジャイロコンパスなどを装備している。クウェートに輸出された。
M-84AB1
セルビア・モンテネグロで2005年に発表されたM-84ABの発展型。
M-84ABK
指揮戦車型。指揮系統のための機器、地上ナビゲーター、能力の高い交信システムを搭載する。
M-84ABN
M-84ABに地上ナビゲーターを搭載した発展型。
M-84A4スナイペル / M-84A4 Snajper
クロアチアで開発されたM-84AおよびM-84ABの発展型。たんにM-84A4とも呼ばれる。SCS-84昼夜間ガンサイト、DBR-84弾道計算機、新しい俯仰・旋回装置を搭載する。
M-84AS(M-2001)
セルビア・モンテネグロで2004年に発表されたM-84の発展型。ロシアのT-90Sに準じた装備を持ち、新しい射撃管制装置、コンタークト5爆発反応装甲、9M119Mレフレークス砲身発射型対戦車ミサイル、アガヴァ2サーマルサイト、TShU-1-7シュトーラ1防御システムを搭載している。
M-84ABI
装甲回収車型。
M-91 ヴィホルクロアチアで生産。
M-95 デグマン / M-95 Degman
クロアチアで開発・生産されたM-84A/ABの発展型。改修版の爆発反応装甲・レーザー誘導型対戦車ミサイル発射機能などを装備。
M-95 コブラ / M-95 Kobra
クロアチアで開発・生産されたM-84A4の発展型。
Mｰ84AS1/AS2
2023年より配備された最新型。国産の爆発反応装甲、各種センサー、戦場ネットワークシステム、新型砲弾を搭載している。30輌以上が発注されている。

## 運用国
セルビア
陸軍 - 212輌
 クロアチア
陸軍 - 2024年時点で、74両のM-84戦車、2両のM-84AI戦車回収車を保有。
 スロベニア
陸軍 - 54輌
 ボスニア・ヘルツェゴビナ
ボスニア・ヘルツェゴビナ連邦軍 - 82輌
ボスニア・ヘルツェゴビナ陸軍 - 85輌
 クウェート
陸軍 - 125輌

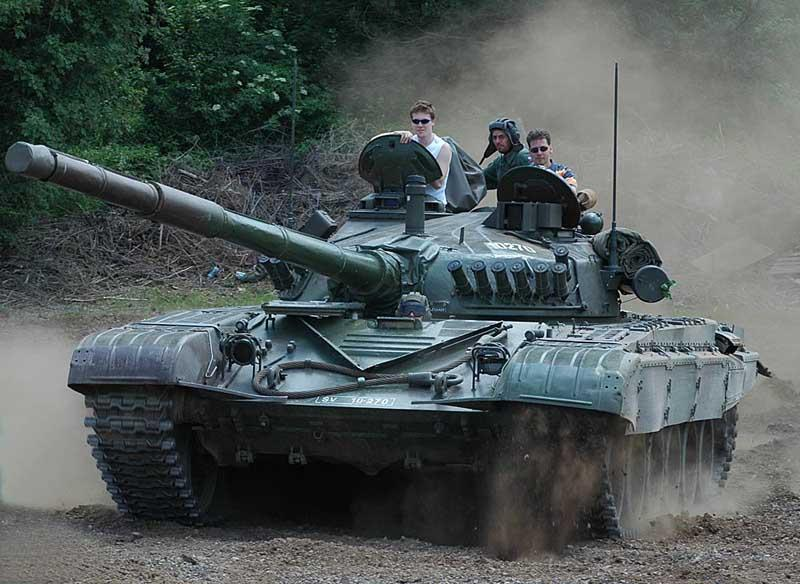
スロヴェニアのM-84
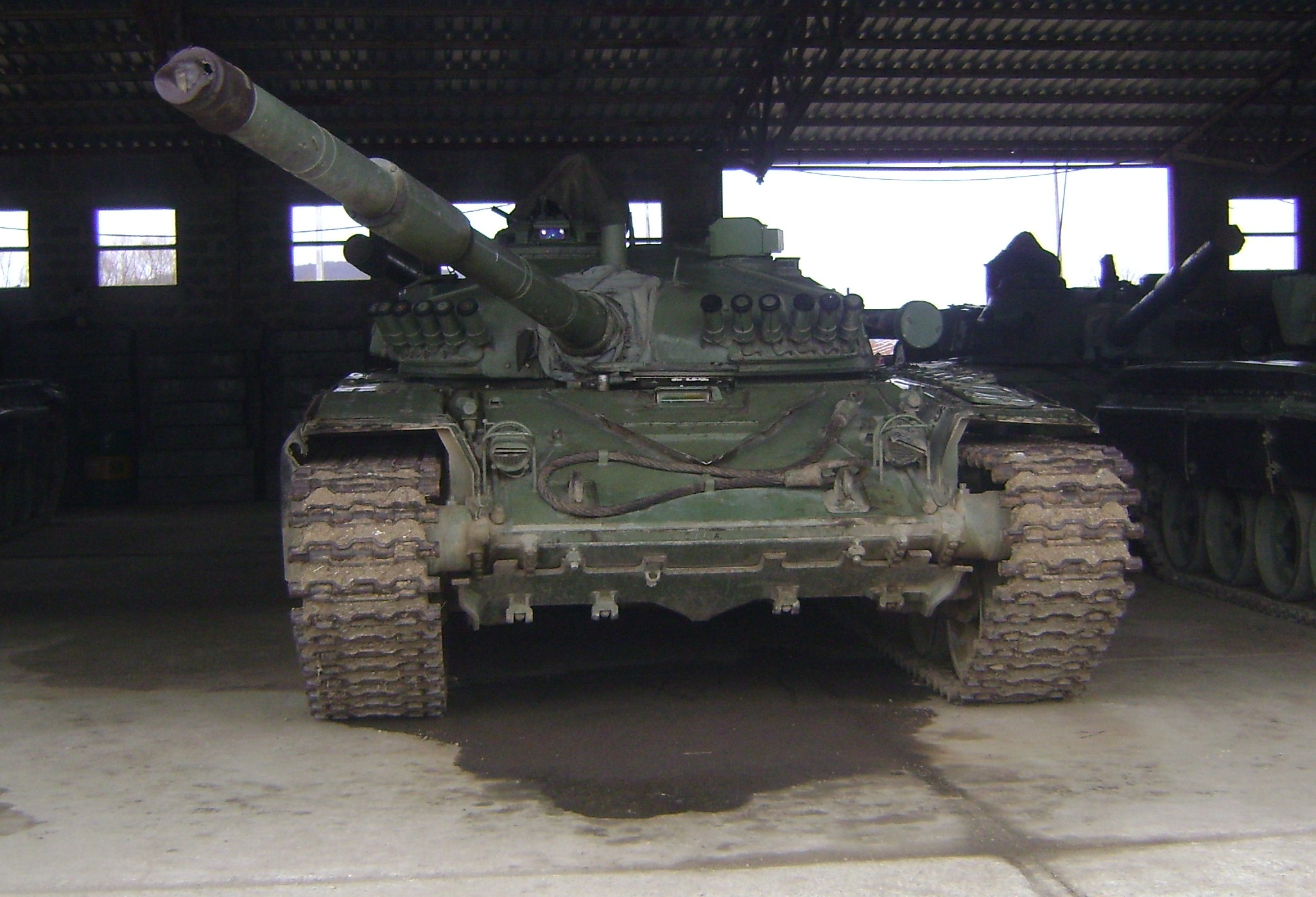
ボスニア・ヘルツェゴビナ(スルプスカ)のM-84
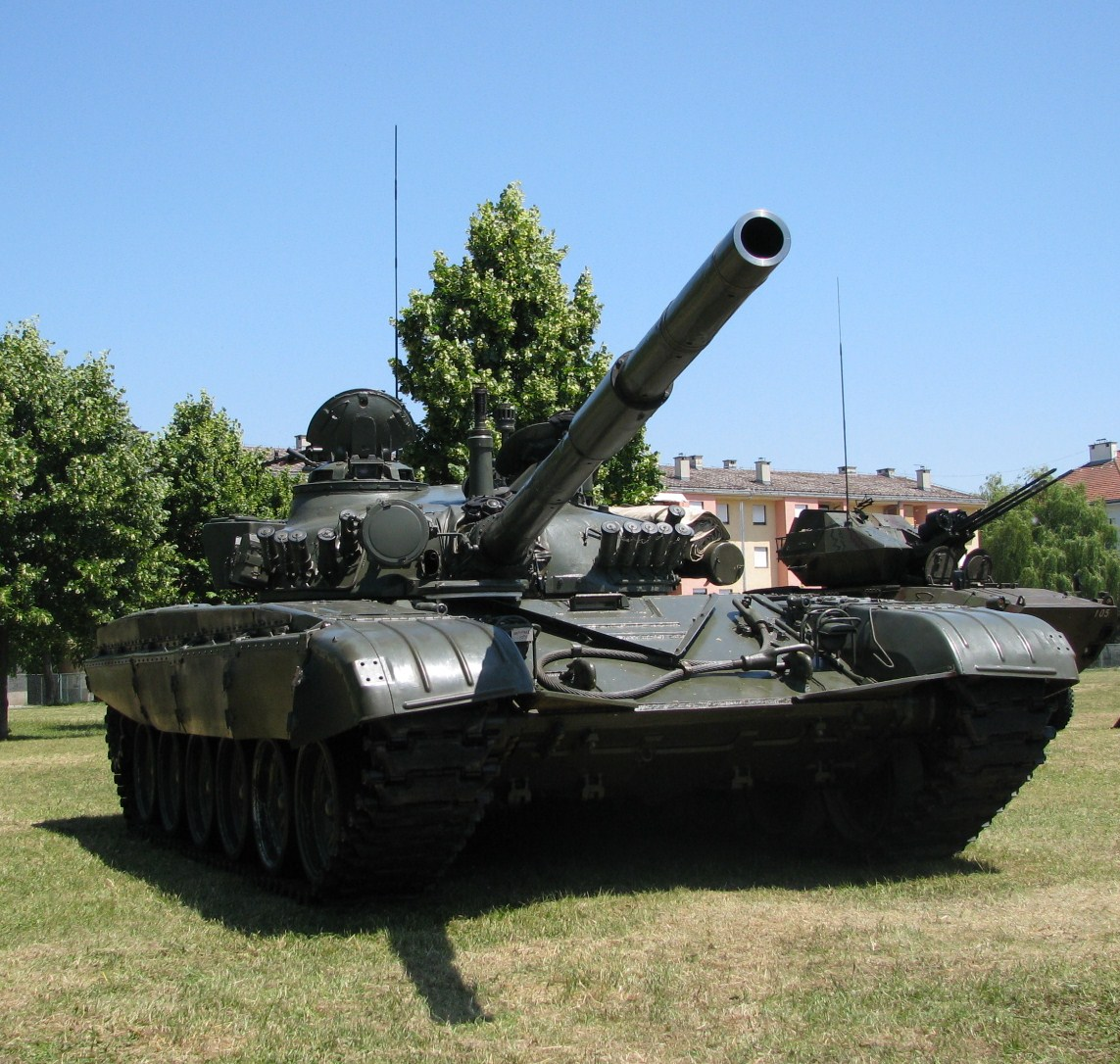
クロアチアのM-84
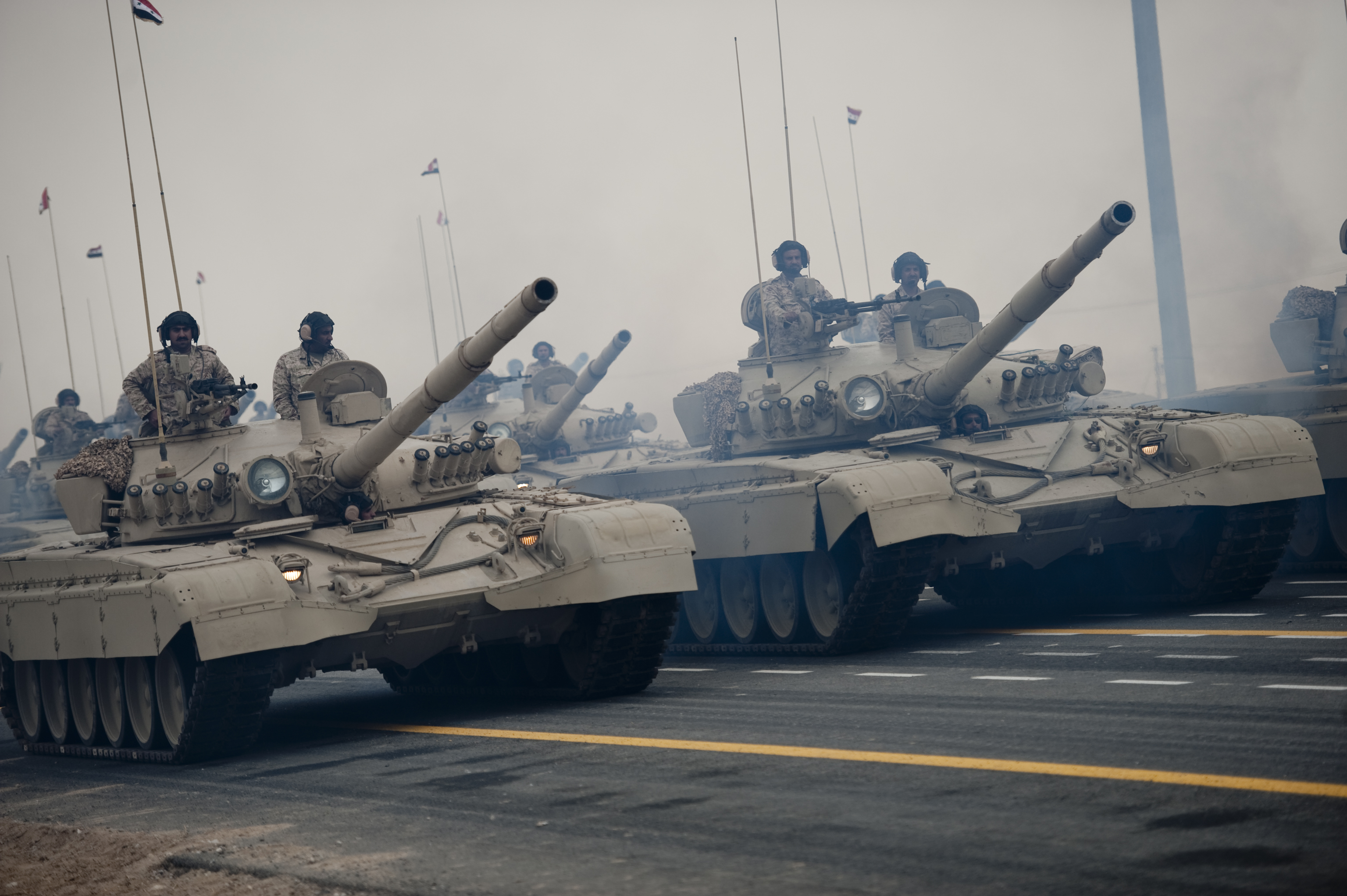
クウェートのM-84AB
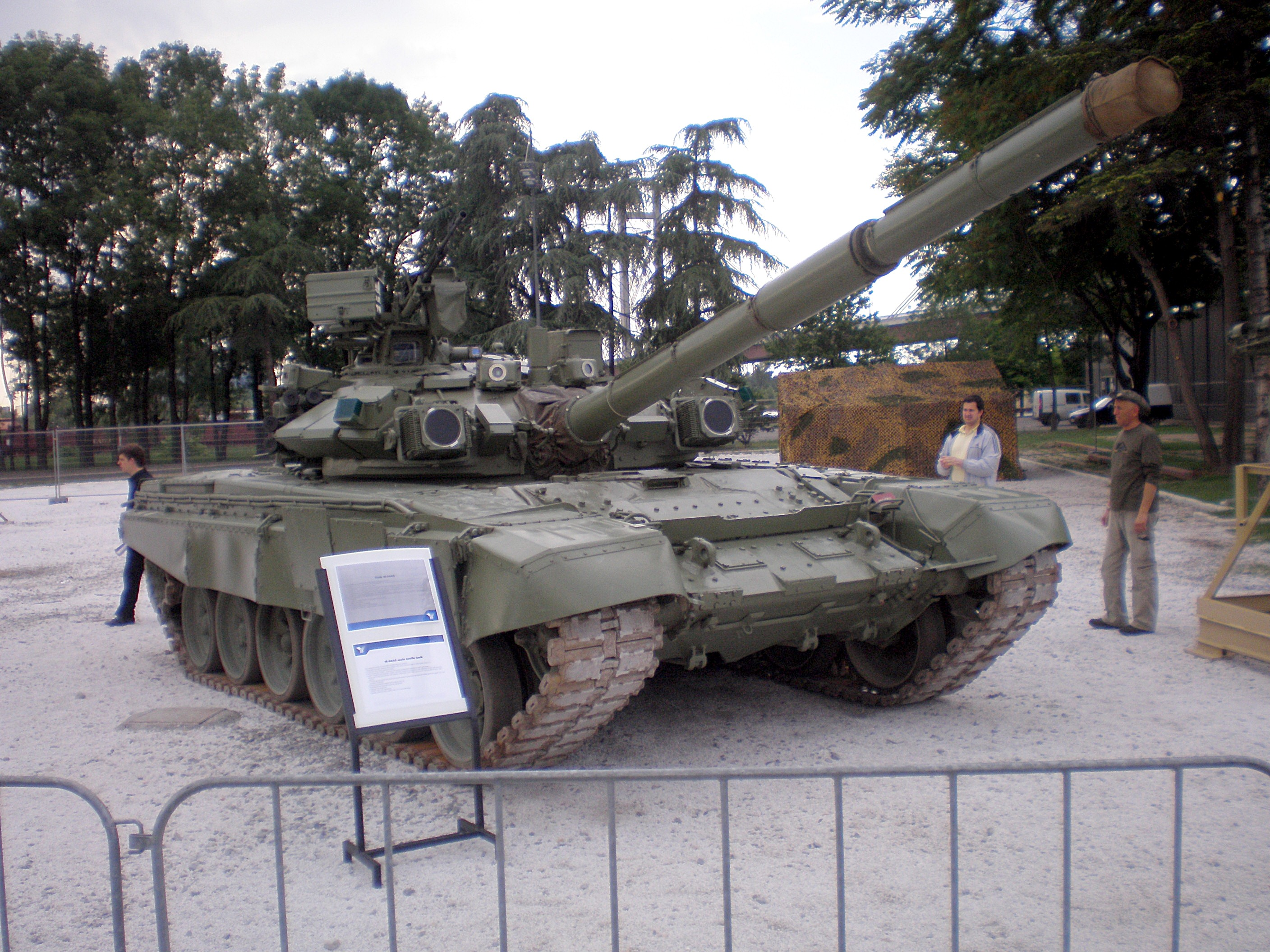
セルビアのM-84AS